# Wilhelm Langemann
Wilhelm Langemann (* 2. Januar 1889 in Willertshagen, Stadt Meinerzhagen, Landkreis Altena, Westfalen; † 29. Juli 1988 vermutlich in Meinerzhagen, Nordrhein-Westfalen) war während der Zeit des Nationalsozialismus sowohl Stadt- als auch Amtsbürgermeister in Hemer.

## Leben
Wilhelm Langemann begann nach dem Schulabschluss ein Volontariat bei der Amtsverwaltung Meinerzhagen, das er zum Kriegsdienst zeitweise unterbrach. Im Juli 1919 legte er die erste Verwaltungsprüfung ab, woraufhin er ein Studium an der Fürst Leopold-Akademie für Verwaltungswissenschaften in Detmold begann und 1922 mit dem Titel Diplom-Volkswirt verließ. Schon während des Studiums legte er seinen Schwerpunkt auf „Kommunalwissenschaften“. Kurze Zeit später erhielt er nach Abschluss des Vorbereitungsdiensts für eine Karriere als Amtmann die „Befähigung für ein schwieriges Amt“ von der Bezirksregierung Arnsberg.
Vor seiner Amtszeit als Hemeraner Bürgermeister leitete er das Kreiswohlfahrtsamt des Kreises Iserlohn. Ab 1939 gehörte er der Wehrmacht an und geriet 1945 in sowjetische Kriegsgefangenschaft, aus der er vier Jahre später wieder entlassen wurde. Nach seiner Freilassung kehrte er nach Meinerzhagen zurück und arbeitete bis zum Eintritt in den Ruhestand bei der Otto Fuchs KG.

## Politik
Nachdem der frühere Hemeraner Amtsbürgermeister Carl Degen 1929 gestorben und dessen Amt vakant war, bewarben sich 82 Kandidaten um dessen Nachfolge. Bis zur Entscheidung der Amtsversammlung reduzierte sich die Kandidatenzahl auf drei, von denen sich Wilhelm Langemann schließlich mit 13 von 24 Stimmen durchsetzen konnte. Die Amtseinführung fand am 5. Mai 1930 statt. 1934 übernahm der Meinerzhagener auch den Posten des Hemeraner Gemeindebürgermeisters.
Die Auswirkungen der Weltwirtschaftskrise auf die Gemeinde und deren Finanzsituation gehörten in den ersten Amtsjahren zu den wichtigsten lokalpolitischen Themen. Bevor Hemer 1936 die Stadtrechte zugesprochen bekam, war Wilhelm Langemann zum 1. Mai 1933 in die NSDAP eingetreten (Mitgliedsnummer 3.127.687). Seine Pläne für die Stadt sahen unter anderem eine Kanalerneuerung, den Bau einer Kläranlage, die Verbesserung der Straßenverhältnisse und eine Gemeindehalle vor, konnten aufgrund des Kriegsbeginns aber nicht umgesetzt werden. Er blieb bis zum Ende des Nazi-Regimes 1945 sowohl Stadt- als auch Amtsbürgermeister. Nach seiner Entlassung aus der Kriegsgefangenschaft wurde er formal kurzzeitig wieder als Bürgermeister eingesetzt, um ihn daraufhin zu pensionieren.
Der Bürger- und Heimatverein Hemer lud Wilhelm Langemann 1986 nicht zum 50. Jubiläum der Stadternennung ein, beurteilt sein Verhältnis zum Nationalsozialismus nach Akteneinsicht inzwischen aber als „distanziert“.